# Ulrich Biesinger
Ulrich Biesinger (Augsburg-Oberhausen, 1933. augusztus 6. – Augsburg, 2011. június 18.) nyugatnémet válogatott világbajnok német labdarúgó, csatár.

## Pályafutása

### Klubcsapatban
1952 és 1960, majd 1963 és 1965 között a BC Augsburg játékosa volt. 1960 és 1963 között az SSV Reutlingen csapatában szerepelt. 1965-66-ban a Schwaben Augsburg együttesében fejezte be az aktív labdarúgást.

### A válogatottban
1954 és 1959 között hét alkalommal szerepelt a nyugatnémet válogatottban és két gólt szerzett. A legfiatalabb tagja volt az 1954-es világbajnok csapatnak.

## Sikerei, díjai
NSZK
- Világbajnokság
  - világbajnok: 1954, Svájc